# Higashi-ku (Hamamatsu)
Pour les articles homonymes, voir Higashi-ku.
Higashi (東区, Higashi-ku) était l'un des sept arrondissements de la ville de Hamamatsu au Japon. Il était situé au sud-est de la ville.

## Démographie
L'arrondissement occupe 46,29 km2 pour une population de 128 508 habitants (au 1er juin 2016) soit une densité de population de 2 780 habitant/km2.

## Histoire
L’arrondissement a été créé en 2007 quand Hamamatsu est devenu une ville désignée par ordonnance gouvernementale. Le 1er janvier 2024, il est intégré dans le nouvel arrondissement de Chūō-ku.

## Transports publics
L'arrondissement est desservi par la ligne principale Tōkaidō de la JR Central à la gare de Tenryūgawa, et par la ligne Enshū Railway de la compagnie privée Entetsu.